# Phrae

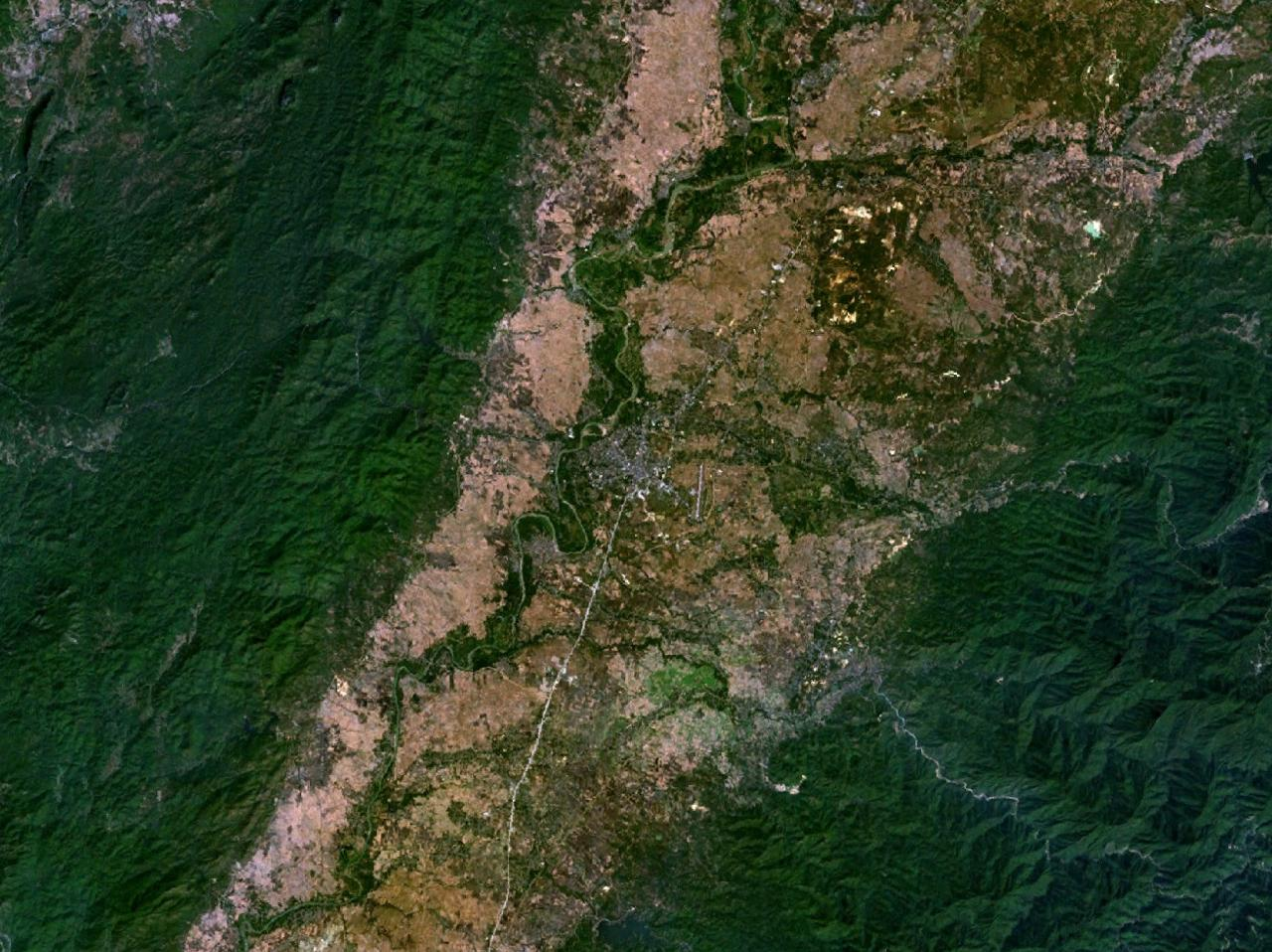
NASA-bild över Phrae i Phi Pan Nam bergen

Phrae (thailändska: แพร่) är huvudstad i provinsen Phrae i Thailand. Staden har cirka 18 000 invånare och täcker en yta på 9 km².